# VillaBanks
Villabanks stylisé VillaBanks, de son vrai Vieri Igor Taxler, est un rappeur et chanteur italien né le 17 août 2000 à Ravenne.

## Biographie

### Enfance
Né le 17 août 2000 à Ravenne en raison du travail de son père, il a passé sa jeunesse à voyager entre la Suisse, la France et Florence où il est diplômé du lycée français Victor Hugo et Milan ; pendant une courte période, il vécut également à New York,. À l'âge de six ans, il commence à jouer du saxophone, instrument qu'il abandonne lorsqu'il se passionne pour le rap à l'âge de 15 ans.

### Carrière

#### Album:No Lo So(2019)
Le 30 septembre 2019, il sort son premier album nommé Non Lo So certifié disque d'or en 2023. L'un des morceaux Candy est devenu viral et a marqué sa première entrée dans les charts italiens où il a atteint la 79e place. Il a été certifié disque de platine par la Fédération italienne de l'industrie musicale avec plus de 70 000 unités vendues dans tout le pays. Grâce au succès obtenu, avril 2020 il signe son tout premier contrat d'enregistrement avec Virgin Records, qui fait partie du groupe Universal Music Italia, sur lequel il sort son deuxième album studio Quanto Manca. Le 29 septembre 2020, il sort son troisième El puto mundo et produit un autre succès et disque de platine Pills.

#### Collaboration
En 2021, il collabore avec divers artiste sur des morceaux de leurs albums, notamment Madame Mood, TY1 Squali, Briga Culpabilité de l'alcool et Alfa Sold out. Son quatrième album, Filtri, sort en mai de la même année et est réédité sous le nom de Filtri + Nudo deux mois plus tard. Il a atteint le numéro 8 du FIMI Album Chart, devenant ainsi son premier top dix et a été certifié or avec plus de 25 000 unités vendues. En novembre suivant, il donne ses premiers concerts en tant que soliste à Milan et Rome.

## Discographie

### Albums studios
- 2019 – No lo so
- 2020 – Quanto Manca
- 2020 – El puto mundo
- 2021 – Filtri
- 2021 – Filtri + Nudo
- 2022 - Sex Festival
- 2023 – VillaBanks
- 2024 - SPINGERE SEMPRE

### Simple
- 2018 – 9 mois
- 2019 – Guadalajara (avec Nerissima Serpe )
- 2019 – M
- 2019 – Pikachu
- 2019 – Clique (avec Thunder Mtfkka et Dedalo Chronicles)
- 2019 – Mentirosa
- 2019 – 18 ans
- 2019 – Del
- 2019 – Chupa Chupa
- 2019 – Envie de toi
- 2019 – Pégo
- 2020 – Zéro amour
- 2020 – Plastique
- 2020 – Goutte d’été
- 2020 – Beauté (avec Slings)
- 2020 – Réservoir à requins
- 2021 – Dope (avec Rayan et Intifaya)
- 2021 – Le doc (feat. Papa V)
- 2021 – Martin Vettori – Le rêve italien (avec Greg Willen et Guè )
- 2021 – Perros (avec Elilluminari)
- 2021 – Porno (feat. Lil Kvneki & Il Genio )
- 2021 – Rompo (feat. Boro Boro )
- 2021 – Kush RMX (avec J2Lasteu et 65Goonz)
- 2021 – Amore Toxic (feat. Random )
- 2022 – Le doc 2 (feat. Tony Effe et Gué Pequeno )
- 2022 – Philosophie
- 2022 – Soleil de fin d’été
- 2022 – Jamaïque (avec Lil Kvneki)
- 2023 – Une vie
- 2023 – Il doc 3 (feat. Tony Effe, Slings et MamboLosco )
- 2023 – Jeux
- 2023 – Caramelo (avec Shiva et Rvfv )
- 2023 – Papaye
- 2024 – The Doc 4 (feat. Ernia, Emis Killa et Niky Savage )
- 2024 – Gianduia
- 2024 – Carioca (avec Slings et Random)

#### En tant qu'artiste invité
- 2021 – Bonita (Young Slash avec VillaBanks & Démo)
- 2021 – De haut en bas (Niko Pandetta feat. VillaBanks)
- 2022 – Étrangers (feat aléatoire. VillaBanks)
- 2022 – El amor (Boro Boro avec VillaBanks et Fred De Palma )
- 2022 – Tête (Ava feat. Medy et VillaBanks)
- 2023 – Hors ligne ( Il Tre feat. VillaBanks)
- 2023 – Profesora (Rossella Essence avec VillaBanks, Vegas Jones et Smeia)
- 2023 – Chakachà ( Disme feat. VillaBanks)
- 2023 – My Lova ( Slings avec VillaBanks)
- 2023 – Suave (Mikush avec VillaBanks)
- 2023 – Manette ( Beatrice Quinta avec VillaBanks)
- 2023 – Winter Sea ( Nerissima Serpe avec Ariete et VillaBanks)
- 2024 – Pousser ( Il Pagante avec VillaBanks)
- 2024 – No Stress (Epoque feat. VillaBanks)
- 2024 – Baiser de Judas (Ava feat. Mida et VillaBanks)
- 2024 - Ténérife (Skinny feat. VillaBanks)
- 2024 – 3some ( Rosa Chemical avec VillaBanks)
- 2024 – Vanille (Elmatadormc7 avec VillaBanks et Boro)
- 2024 - Une nuit (Achille G feat. Baby K et VillaBanks)

### Apparitions
- 2020 : Ex (Philip avec VillaBanks)
- 2021 : Mood ( Madame feat. VillaBanks)
- 2021 : Sharks ( TY1 avec VillaBanks et Touché)
- 2021 : Kush (Remix) ( J2Lasteu avec TheHashClique & VillaBanks )
- 2021 : Laura ( J2Lasteu avec 65Goonz & VillaBanks )
- 2022 : Jam ( The Night Skinny feat. Carl Brave, Pyrex, Rkomi et VillaBanks)
- 2022 : Au moins si nous discutons, nous baisons ( Tredici Pietro et Lil Busso feat. VillaBanks)
- 2022 : Mayday ( La Sad avec VillaBanks)
- 2023 : Lovés (Medy avec VillaBanks)
- 2023 : Fais-le ( MamboLosco avec VillaBanks)
- 2023 : Teta ( Elettra Lamborghini avec VillaBanks)
- 2023 : Butin ( Dani Faiv avec VillaBanks)
- 2024 : Vous le savez ( Boro feat. VillaBanks)
- 2024 : Un autre monde ( Angelina Mango feat. VillaBanks)
- 2024 : La Folie ( B.B. Jacques feat. VillaBanks)